# Euophrys vittata
Euophrys vittata är en spindelart som beskrevs av Lodovico di Caporiacco 1935. Euophrys vittata ingår i släktet Euophrys och familjen hoppspindlar. Inga underarter finns listade i Catalogue of Life.